# Didier Rous
Didier Rous, född den 18 september 1970 i Montauban är en fransk före detta professionell landsvägscyklist. Han ingick i det Festina-lag som uteslöts ur Tour de France den 17 juli 1998 på grund av dopning ("Festina-skandalen") och fick sex månaders avstängning för användande av EPO. Roux avslutade sin aktiva karriär 2007 av hälsoskäl (diskbråck i nacken) och fortsatte sedan som sportdirektör för olika stall: Bouygues Télécom (2009–2010), Cofidis (2011–2017) och Vital Concept/B&B Hotels/Arkea (2018–)

## Meriter
1993
Vinnare av Grand Prix d'Ouverture La Marseillaise
1994
4:a totalt i Critérium du Dauphiné Libéré
1996
Vinnare av etapp 4 i Volta a la Comunitat Valenciana
Vinnare av etapp 3 (ITT) i Critérium International
2:a i La Flèche Wallonne
1997
Vinnare av etapp 18 i Tour de France
2000
Vinnare totalt av Grand Prix du Midi Libre
Vinnare av Paris-Camembert
2001
 Fransk mästare i linjelopp
Dunkirks fyradagars
 Vinnare totalt
Vinnare av etapperna 5 och 6 (ITT)
Vinnare av Tour de Vendée
Vinnare av Trophée des Grimpeurs
Vinnare av prologen i Critérium du Dauphiné Libéré
11:a totalt i Tour de France
2002
Vinnare totalt av Circuit de la Sarthe
2:a totalt i Dunkirks fyradagars
2003
 Fransk mästare i linjelopp
Vinnare av Trophée des Grimpeurs
Vinnare totalt av Tour du Limousin
2:a totalt i Dunkirks fyradagars
2004
Vinnare av GP Ouest-France
Vinnare av etapp 3 i Dunkirks fyradagars
2005
Vinnare av etapp 3 (ITT) i Route du Sud
2006
Paris-Corrèze
Vinnare av poängtävlingen och etapp 1
Vinnare av Trophée des Grimpeurs